# Universal Plug and Play
Universal Plug and Play é um conjunto de protocolos de rede de computadores lançada pelo Fórum UPnP.
As metas de UPnP são para conexão direta e simplificação da implementação de redes em casa e em escritórios.
A tecnologia "Ligar e Usar" é para ligação directa entre um computador e um dispositivo.
O termo UPnP é derivado de "Ligar e Usar", uma tecnologia para conexão dinâmica de dispositivos a um computador.
O UPnP alavanca a suíte de protocolos IP padrão para permanecer independente de mídia de rede. Os dispositivos em uma rede UPnP podem ser conectados usando qualquer mídia de comunicação, inclusive sem fio, linha telefônica, linha de energia, IrDA, Ethernet e IEEE 1394. Em outras palavras, qualquer meio que pode ser usado para interligar dispositivos em rede pode permitir o UPnP. A única preocupação deve ser se a mídia usada suporta a largura de banda necessária para o uso pretendido.